# Biblioteca Pública de Akron
A Biblioteca Pública de Akron está localizada no centro de Akron, Ohio, Estados Unidos. Também conhecida localmente como Edifício Carnegie, foi construída em 1904 a partir de uma doação de US$ 82 000 do empresário americano Andrew Carnegie. Foi projetada por um arquiteto de Akron, Frank O. Weary, e é um exemplo do classicismo do estilo arquitetônico Beaux-Arts. Serviu como biblioteca pública da Akron de 1904 a 1942, e como museu de arte de 1922 a 1932, antes de ser convertida em um escritório. Atualmente, o edifício é ocupado pela empresa Brennan, Manna & Diamond, LLC.
Foi o primeiro espaço permanente do Instituto de Arte de Akron, entre 1948 e 1981.
É um edifício monumental de um andar, com uma frente de "silhar cursado e liso feito com arenito de Ohio". Elementos do estilo Beaux-Arts são suas colunas colossais, seu entablamento detalhado e seu parapeito. Elementos do sub-estilo da arquitetura renascentista francesa são o telhado estilo mansarda, o pavilhão dianteiro avantajado e a "máscara grotesca acima da entrada". Foi considerado um dos melhores trabalhos de Weary.
O edifício foi listado no Registro Nacional de Lugares Históricos em 19 de janeiro de 1983.

## Usos históricos
- Biblioteca
- Museu
- Escritórios